# Harira karsa
La harira karsa (en arabe : حريرة قارصة), est un plat traditionnel algérien originaire de Bejaïa et Alger à base de levain,,.

## Tradition
La harira karsa est traditionnellement préparée pendant le ramadan. Accompagnée de dattes , de figues fraiches ou sèches ou de samsa.